# 1975-ös magyar fedett pályás atlétikai bajnokság
Az 1975-ös magyar fedett pályás atlétikai bajnokság a második bajnokság volt, melyet február 22. és február 23. között rendeztek Budapesten, az Olimpiai Csarnokban. A bajnokságra 41 egyesület nevezett versenyzőt.

## Naptár
| február 22. | február 22.      | február 23. | február 23.       |
| Idő         | Esemény          | Idő         | Esemény           |
| ----------- | ---------------- | ----------- | ----------------- |
|             | 60 m férfi       |             | rúdugrás férfi    |
|             | 400 m férfi      |             | 200 m férfi       |
|             | 1500 m férfi     |             | 800 m férfi       |
|             | magasugrás       |             | 3000 m férfi      |
|             | távolugrás férfi |             | 60 m gát férfi    |
|             | súlylökés férfi  |             | 4 × 180 m férfi   |
|             | 400 m női        |             | hármasugrás férfi |
|             | 1500 m női       |             | 60 m női          |
|             | 60 m gát női     |             | 200 m női         |
|             | 4 × 180 m női    |             | 800 m női         |
|             | távolugrás női   |             | magasugrás női    |
|             |                  |             | súlylökés női     |

A selejtezőket délelőtt rendezték.

## Eredmények

### Férfiak
| Versenyszám | Arany                                                          | Arany   | Ezüst                                                                 | Ezüst   | Bronz                                                       | Bronz   |
| ----------- | -------------------------------------------------------------- | ------- | --------------------------------------------------------------------- | ------- | ----------------------------------------------------------- | ------- |
| 60 m        | Gresa Lajos Ferencvárosi TC                                    | 6,60    | Lépold Endre Pécsi MSC                                                | 6,66    | Korona László Bp. Spartacus                                 | 6,78    |
| 200 m       | Korona László Bp. Spartacus                                    | 21,9    | Aradi János Bp. Honvéd                                                | 22,3    | Árendás József BEAC                                         | 22,5    |
| 400 m       | Patty István Pécsi MSC                                         | 49,3    | Magyar Gyula Bp. Honvéd                                               | 49,9    | Árva István Újpesti Dózsa                                   | 49,9    |
| 800 m       | Zsinka András Újpesti Dózsa                                    | 1:49,3  | Borsos József MTK-VM                                                  | 1:51,8  | Benyovszki István Bp. Honvéd                                | 1:53,9  |
| 1500 m      | Zemen János Újpesti Dózsa                                      | 4:07,1  | Rábold Gusztáv Bp. Spartacus                                          | 4:08,0  | Molnár Gábor Tatabányai Bányász                             | 4:08,5  |
| 3000 m      | Török János Szegedi EOL                                        | 8:05,6  | Mester János DASE                                                     | 8:14,8  | Golács Miklós BKV Előre                                     | 8:14,8  |
| 60 m gát    | Milassin Lóránd Bp. Honvéd                                     | 7,85    | Bognár László TFSE                                                    | 8,10    | Dóczi Ferenc Vasas                                          | 8,13    |
| 4 × 180 m   | Lóránd Károly Aradi János Magyar Gyula Farkas Tibor Bp. Honvéd | 1:20,5  | Vincze József Horváth István Szélesi György Árva István Újpesti Dózsa | 1:22,7  | Rózsa István Földesi József Kovács József Hepp János MTK-VM | 1:24,5  |
| magasugrás  | Kelemen Endre Újpesti Dózsa                                    | 220 cm  | Major István Bp. Honvéd                                               | 218 cm  | Gábosi Lajos Bp. Honvéd                                     | 208 cm  |
| rúdugrás    | Kalmár Mihály Bp. Spartacus                                    | 480 cm  | Viskovics Károly Újpesti Dózsa                                        | 480 cm  | Steinhacker Róbert Bp. Spartacus                            | 470 cm  |
| távolugrás  | Katona Gábor Bp. Honvéd                                        | 757 cm  | Kövesi Tibor Bp. Honvéd                                               | 738 cm  | Szalma László Vasas                                         | 730 cm  |
| hármasugrás | Cziffra Zoltán Bp. Honvéd                                      | 15,69 m | Kalocsai Henrik Ganz-MÁVAG                                            | 15,38 m | Balogh Miklós Bp. Honvéd                                    | 15,02 m |
| súlylökés   | Faragó János Diósgyőri VTK                                     | 18,03 m | Vecsey Lajos Bp. Honvéd                                               | 16,76 m | Lukács László Bp. Honvéd                                    | 16,45 m |

### Nők
| Versenyszám | Arany                                                      | Arany   | Ezüst                                                          | Ezüst   | Bronz                                                                 | Bronz   |
| ----------- | ---------------------------------------------------------- | ------- | -------------------------------------------------------------- | ------- | --------------------------------------------------------------------- | ------- |
| 60 m        | Orosz Irén Újpesti Dózsa                                   | 7,40    | Németh Ilona Bakony Vegyész                                    | 7,48    | Könye Irma Bp. Honvéd                                                 | 7,56    |
| 200 m       | Orosz Irén Újpesti Dózsa                                   | 24,9    | Tóth Éva Bp. Honvéd                                            | 25,1    | Könye Irma Bp. Honvéd                                                 | 25,3    |
| 400 m       | Orosz Irén Újpesti Dózsa                                   | 56,1    | Tóth Éva Bp. Honvéd                                            | 56,3    | Könye Irma Bp. Honvéd                                                 | 57,0    |
| 800 m       | Lázár Magdolna DEAC                                        | 2:10,6  | Horváth Janka Haladás                                          | 2:11,6  | Pásztor Zsuzsa Szolnoki MÁV                                           | 2:13,5  |
| 1500 m      | Csipán Borbála Bp. Honvéd                                  | 4:24,8  | Horváth Janka Haladás                                          | 4:27,4  | Pásztor Zsuzsa Szolnoki MÁV                                           | 4:29,4  |
| 60 m gát    | Bruzsenyák Ilona Újpesti Dózsa                             | 8,25    | Siska Xénia Vasas                                              | 8,48    | Balogh Katalin Zalaegerszegi TE                                       | 8,67    |
| 4 × 180 m   | Könye Irma Tóth Éva Lukics Ildikó Forgács Judit Bp. Honvéd | 1:31,6  | Horváth Erzsébet Sebők Klára Füle Zsuzsa Klenóczky Beáta Vasas | 1:35,0  | Molnár Rozália Juhász Erzsébet Nagy Ibolya Fazekas Beáta Szolnoki MÁV | 1:39,0  |
| magasugrás  | Sámuel Edit Bp. Spartacus                                  | 180 cm  | Kreisz Andrea TFSE                                             | 178 cm  | Zink Teréz Ganz-MÁVAG                                                 | 173 cm  |
| távolugrás  | Bruzsenyák Ilona Újpesti Dózsa                             | 622 cm  | Németh Ilona Bakony Vegyész                                    | 601 cm  | Varga Pálma Bakony Vegyész                                            | 596 cm  |
| súlylökés   | Irányi Margit Bp. Honvéd                                   | 16,96 m | Armuth Edit Bp. Honvéd                                         | 16,28 m | Menyhárt Krisztina Bp. Honvéd                                         | 15,30 m |

## Új országos rekordok
- férfi távolugrás: Szalma László (730 cm) ifjúsági országos csúcs
- férfi 4 × 180 m: Bp. Honvéd; Lóránd, Aradi, Magyar, Farkas (1:20,5)
- férfi rúdugrás: Pfeifer László (461 cm) ifjúsági országos csúcsbeállítás
- női 60 m gát: Siska Xénia (8:48) ifjúsági országos csúcsbeállítás
- női távolugrás: Varga Pálma (596 cm) ifjúsági országos csúcs

## jegyzetek
1. ↑  Atlétikai OB az Olimpiai Csarnokban.  Népsport,  XXXI. évf.  43. sz. (1975. február 20.)   1. o.